# Tatjana Eduardowna Ter-Mesrobjan
Tatjana Eduardowna Ter-Mesrobjan (russisch Татьяна Эдуардовна Тер-Месробьян, engl. Transkription Tatyana Ter-Mesrobyan; * 12. Mai 1968 in Leningrad, RSFSR, Sowjetunion) ist eine ehemalige russische Leichtathletin, die sich auf den Weitsprung spezialisiert hat und die bis 1991 für die Sowjetunion an den Start ging. Ihren größten Erfolg feierte sie mit dem Gewinn der Silbermedaille bei den Halleneuropameisterschaften 1998 in Valencia.

## Sportliche Laufbahn
Erste internationale Erfahrungen sammelte Tatjana Ter-Mesrobjan vermutlich im Jahr 1986, als sie bei den Juniorenweltmeisterschaften in Athen mit einer Weite von 6,39 m die Bronzemedaille gewann. 1998 gewann sie bei den Halleneuropameisterschaften in Valencia mit 6,72 m die Silbermedaille hinter der Italienerin Fiona May. Im Jahr darauf schied sie bei den Weltmeisterschaften in Sevilla mit 6,47 m in der Qualifikationsrunde aus. 2000 belegte sie bei den Halleneuropameisterschaften in Gent mit 6,57 m den sechsten Platz und 2002 gelangte sie beim IAAF Grand Prix Final in Paris mit 6,47 m auf Rang sieben. Im darauffolgenden Jahr siegte sie mit 6,03 m bei den Militärweltspielen in Catania. Ter-Mesrobjan blieb 2013 in den Masters-Altersklassen aktiv.
In den Jahren 1998 und 2000 wurde Ter-Mesrobjan russische Hallenmeisterin im Weitsprung.